# Station Nosówko
Station Nosówko is een spoorwegstation in de Poolse plaats Nosówko.